# Taiyō no Ie
Taiyō no Ie (たいようのいえ, lit. "A Casa do Sol") é uma série de mangá shōjo escrita e ilustrada por Ta'amo. Foi publicada entre junho de 2010 e  fevereiro de 2014 na revista Dessert da Kodansha. Ganhou o 38º  Kodansha Manga Award na categoria de mangá shōjo em 2014.

## História
Mao sempre gostou de passar o tempo com a família Nakamura desde que era pequena. Devido aos problemas em sua casa, ela encontrava a felicidade no lar dos Nakamura. No entanto, isso chegou ao fim quando o Senhor e Senhora Nakamura faleceram por causa de um incidente trágico. Atualmente, Mao é uma estudante do colegial, que enfrenta o divórcio dos seus pais e a decisão do seu pai de se casar novamente. Hiro, um amigo de infância de Mao, sabe o que é ser abandonado pela família e, por causa disso, pergunta se Mao quer viver com ele. Mao decide ficar com ele até estar pronta para voltar a sua casa. À medida que passam os dias juntos, Hiro e Mao se aproximam cada vez mais. Eles esperam os irmãos de Hiro, que se separaram após a morte dos pais, voltarem para viverem juntos de novo.